# لسان المزمار الذهبي
لسان المزمار الذهبي (الاسم العلمي:Salpiglossis aurea) هو نوع من النباتات يتبع جنس لسان المزمار من الفصيلة الباذنجانية.